# Quicksilver (mjukvara)
För andra betydelser, se Quicksilver.
Quicksilver är fri mjukvara för Mac OS som tillverkas av Blacktree Software. Med hjälp av denna mjukvara kan till exempel applikationer startas och filer öppnas med hjälp av tangentbordet.
Quicksilver är licensierat enligt Apache License och den 6 november 2007 gjordes källkoden tillgänglig via Google Code.